# Kurský front
Kurský front (rusky Курский фронт) byl název vojenské formace Rudé armády za druhé světové války.

## Historie
Kurský front byl zřízen 23. března 1943 podle rozkazu Hlavního stanu z téhož dne z 38. a 60. armády Voroněžského frontu a velitelství zrušeného Záložního frontu. Už 27. března 1943 byl rozhodnutím Hlavního stanu z 24. března zrušen. 38. armáda byla předána Voroněžskému, 60. armáda Střednímu frontu. Velitelství s 15. leteckou armádou přešlo k Orelskému frontu.

### Podřízené jednotky
- 38. armáda (23. – 27. března 1943)
- 60. armáda (23. – 27. března 1943)
- 15. letecká armáda (23. – 27. března 1943)

### Velení
Velitel
- 23. – 27. března 1943 generálplukovník Max Andrejevič Rejter

Člen vojenské rady
- 23. – 27. března 1943 generálporučík tankových vojsk Ivan Zacharovič Susajkov

Náčelník štábu
- 23. – 27. března 1943 generálporučík Leonid Michajlovič Sandalov

| Předchůdce                   | '                                                 | Nástupce                     |
| velitelství Záložního frontu | velitelství Kurského frontu 23. – 27. března 1943 | velitelství Orelského frontu |

| Předchůdce | '                                  | Nástupce |
| -          | Kurský front 23. – 27. března 1943 | -        |